# Kyrylo Schewtschenko

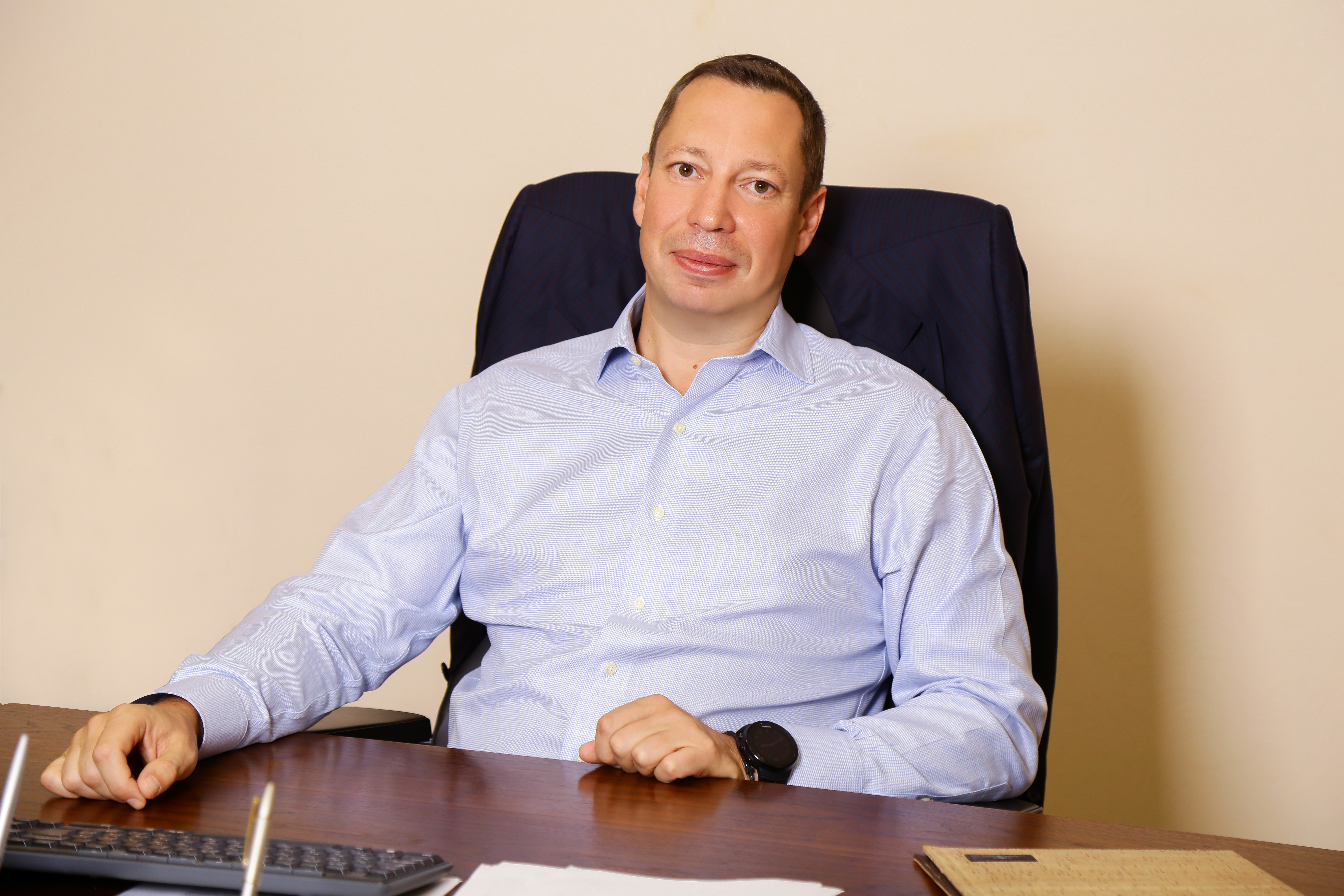
Kyrylo Schewtschenko (2017)

Kyrylo Jewhenowytsch Schewtschenko (ukrainisch Кири́ло Євге́нович Шевче́нко; * 25. Oktober 1972) ist ein ukrainischer Bankmanager. Er war von 2020 bis 2022 Präsident der Nationalbank der Ukraine sowie vom 17. August 2020 bis 25. Oktober 2022 Mitglied des Nationalen Sicherheits- und Verteidigungsrats der Ukraine.

## Lebenslauf
Von September 1987 bis August 1989 arbeitete Schewtschenko als Schlosser in der Illitsch-Mine in der vom Steinkohlenbergbau dominierten Stadt Stachanow, Gebiet Luhansk. 1994 schloss er die Staatliche Wirtschaftsuniversität Charkiw im Studiengang Wirtschaft ab und war von März bis September 1995 bei der Raiffeisen Bank Aval tätig. Von Oktober 1995 bis Dezember 2006 stieg er bei der Bank Finanz und Kredit bis zum stellvertretenden Aufsichtsratsvorsitzenden auf. Von Dezember 2006 bis Mai 2009 war er Geschäftsführer der Staatlichen Darlehenseinrichtung.
Ab Mai 2009 war er vier Monate lang als Berater der Ministerpräsidentin der Ukraine Julija Tymoschenko tätig. 2010 kaufte er zusammen mit dem stellvertretenden Finanzminister in Mykola Asarows Regierung, Wadym Kopylow, die inzwischen liquidierte Terra Bank. Deren Geschäftsführer war er von April 2010 bis 11. April 2011 und wechselte anschließend in den Aufsichtsrat, wo er als dessen Vorsitzender fungierte. Am 6. April 2012 verkauften die Gesellschafter die Terra Bank.

### Ukrgasbank
Von September 2009 bis April 2010 war Kyrylo Schewtschenko erster stellvertretender Vorstandsvorsitzender der Ukrgasbank. Von Mai 2012 bis August 2014 war er Berater des Vorstandsvorsitzenden der Staatsbank Oschadbank.
Schewtschenko war von Oktober 2014 bis Mai 2015 amtierender Vorstandsvorsitzender der Ukrgasbank und vom 28. Mai 2015 bis zum 16. Juli 2020 deren Vorstandsvorsitzender.

### Präsident der Nationalbank der Ukraine
Am 16. Juli 2020 stimmte die Werchowna Rada über die Anstellung von Kyrylo Schewtschenko zum Präsidenten der Nationalbank der Ukraine ab.
Im Jahr 2020 während der Coronakrise griff die Nationalbank der Ukraine zu außerordentlichen monetären Instrumenten, um den Banksektor in der schwersten Krisenperiode und am Anfang der wirtschaftlichen Wiederherstellung zusätzlich zu unterstützen und zu kreditieren. Nach dem Beginn des anfangenden Wirtschaftswachstums im Jahr 2021 hörte die NBU mit diesen Maßnahmen schrittweise auf.
Mit Schewtschenko an der Spitze änderte die NBU ihre Geldpolitik nicht und setzte fort, das Gleichgewicht zwischen der Inflationsbekämpfung und dem Wirtschaftswachstum zu erhalten.
Am 25. Januar 2021 wurde mit der Teilnahme der NBU ein 30-Millionen-Euro-Darlehensvertrag zwischen dem Finanzministerium der Ukraine, der International Finance Corporation (IFC) und der Ukrgazbank mit der Möglichkeit, das Darlehensgeld ins Grundkapital der Bank zu konvertieren, geschlossen.
Am 1. April 2021 trat die neue NSFR-Norm, die die Benutzung stabilerer und langfristiger Quellen für die Bankzuteilung fördert, in Kraft.
Am 16. April 2021 begann die Nationalbank unter Schewtschenkos Leitung die Zusammenarbeit mit der IFC im Bereich „grüne Finanzierung“.
Am 13. Juli 2021 wurde Serhij Nikolajtschuk zum stellvertretenden Präsidenten der Nationalbank an Stelle von Dmytro Solohub nach der Empfehlung von Kyrylo Schewtschenko eingestellt, der nun die Richtung Monetärstabilität anführt.
Im Jahr 2021 arbeitete die Nationalbank der Ukraine eine neue Entwicklungsstrategie bis 2025 mit dem Fokus auf die Beschleunigung des Wirtschaftswachstums und der Digitalisierung aus. Dank der Geldpolitik der NBU im Jahr 2021, in dem viele Länder auf der Welt gegen Inflation kämpften, schaffte es die Ukraine, den Inflationstrend in Richtung Sinken zu wenden. Im August 2021 erreichten die Währungsreserven der Ukraine ihren Rekordwert.
Das Portal LIGA.net zählte die Fortsetzung der Zusammenarbeit mit dem IMF nach einer langen Pause zu Schewtschenkos Erfolgen.
Mit Schewtschenko an der Spitze wirkte die NBU-Tätigkeit beim Treffen und Umsetzen der Beschlüsse von der Regierung unabhängig, was für IMF und andere Gläubiger ein kennzeichnendes Merkmal für die weitere Finanzierung der Ukraine war.
Im Januar 2022, nach zahlreichen Nachrichten über die mögliche russische Invasion in die Ukraine, führte die NBU die ausgewogene Devisenmarktinterventionspolitik, die die Hemmung der Hrywnja-Abwertung aufgrund geistlicher Unruhe der Bevölkerung und die darauffolgende Nationalwährungsstabilisierung zur Folge hatte.
Unter Schewtschenkos Führung sicherte die NBU die störungsfreie Funktion des Finanzsystems der Ukraine am Anfang der umfassenden Aggression Russlands. Am 24. Februar 2022 fixierte die NBU den USD-Wechselkurs und führte Einschränkungen für die Währungstransaktionen und Bargeldabheben ein, um eine Kapitalflucht zu verhindern. Zu anderen wichtigsten Beschlüssen der NBU gehörten die Basiszinssatz- und Wechselkursfixierung, die Bargeldunterstützung der Bankstellen und Geldautomaten, die Zusammenwirkung mit ausländischen Zentralbanken in Bezug auf Umtausch der baren Hrywnja, die Blankofinanzierung der Banken, die Abnahme einiger Regelnormen, die Erhöhung des Basiszinssatzes von 10 auf 25 % zur Vermeidung der weiteren Hrywnja-Abwertung, die Erhaltung der Währungsreserven der Ukraine in Höhe von über 25 Milliarden Dollar und auch die Inflation, die niedriger als in manchen osteuropäischen Staaten war.
An der diplomatischen Front fanden die Verhandlungen um ein neues Finanzierungsprogramm und zwei Rapid Financing Tranchen mit IMF statt, die ermöglichten, das Budgetdefizit zu finanzieren.
Der ukrainische Abgeordnete Jaroslaw Schelesnjak, stellvertretender Leiter des Finanz-, Steuer- und Zollausschusses in der Werchowna Rada der Ukraine, äußerte die Meinung, dass die NBU unter Schewtschenkos Führung eine der wenigen Behörden war, die sich auf den Krieg am besten vorbereitet und ihre Aufgaben erfüllt hatten.

### Rücktritt und strafrechtliche Ermittlungen
Am 4. Oktober 2022 trat Schewtschenko offiziell von der Stelle des NBU-Präsidenten zurück. Als Grund dafür nannte er Gesundheitsprobleme, „die nicht mehr ignoriert werden konnten“.
Maksym Oryschtschak, ein Analytiker des Zentrums für Börsentechnologien, sagte, dass Schewtschenko wegen der komplizierten Beziehungen mit der Regierung der Ukraine habe zurücktreten müssen. Dies als auch Krisenzeiten (die Coronapandemie und der umfassende Russland-Ukraine-Krieg) mögen auch die Gesundheit von Kyrylo Schewtschenko negativ beeinflusst haben.
Schewtschenko trat von seinem Amt wahrscheinlich aufgrund der Unstimmigkeiten mit dem Präsidialamt der Ukraine zurück. Auf seiner Facebook-Seite erwähnte er „zwei Jahre langen politischen Druck, der kurz vor seiner Entscheidung noch verschärft wurde“. Laut Schewtschenko befand er sich unter dem ständigen Druck, Entscheidungen zu treffen, die er für die finanzielle Stabilität der Ukraine schädlich und die institutionelle Unabhängigkeit der NBU gefährlich fand. Diese Unstimmigkeiten können aufgrund seiner Unabhängigkeit beim Treffen der Entscheidungen um die NBU-Tätigkeit herum entstanden sein. Außerdem wurden von der NBU vier Kandidaten für den Vorstand der Oshchadbank abgelehnt.
Das Ende des Programms günstiger bis 5 Jahre langer Refinanzierungskredite, die als Kerninstrument der Wirtschaftsunterstützung während der Coronakrise galt, führte ebenfalls zu einer Konfrontation. Die Nationalbank lehnte die Forderung des Präsidialamts und der Regierung, den Basiszinssatz zu reduzieren, um günstige Darlehen für die Bevölkerung zu ermöglichen, ab.
Am 6. Oktober 2022 benachrichtigten das Nationale Antikorruptionsbüro und die Spezialisierte Antikorruptionsstaatsanwaltschaft der Ukraine Kyrylo Schewtschenko und vier weitere Personen über den Verdacht der verbrecherischen Handlungen während seiner Leitung der Ukrgazbank.
Mehrere ukrainische Blogger, Journalisten und Politiker vermuten, dass dies eine politische Verfolgung sei. Auch die älteste und angesehen ukrainische Menschenrechtsorganisation „Kharkiv Human Rights Protection Group“ spricht von „politischer Verfolgung“.
Die Redakteurin der ukrainischen Wochenzeitung „Ukrajinskyj Tyschden“ Julia Samajewa erklärte, dieses Strafverfahren werde zum Druck auf Kyrylo Schewtschenko genutzt, der auf die Forderungen aus dem Präsidialamt Geld zu emittieren, den Refinanzierungssatz zu senken und andere regulatorische Einschränkungen, für die die NBU zuständig ist, anzupassen nicht eingegangen hat.
Oleksij Kuschtsch, ein Finanzanalytiker und Wirtschaftsexperte, glaubt, dass „das durch das Nationale Antikorruptionsbüro der Ukraine (NABU) eingeleitete Verfahren gegen ihn keine überzeugenden Beweise gegen den Ex-NBU-Chef beinhaltet und keine Perspektive im Gericht hat“.
Am 24. Oktober meldete das NABU Schewtschenko zur Fahndung und am 25. Oktober teilte er mit, dass er beim Konsulat in einem der EU-Staaten gemeldet ist und dem Nationalen Antikorruptionsbüro und der Spezialisierten Antikorruptionsstaatsanwaltschaft der Ukraine seinen Standort bekannt gegeben habe. Er ersuchte bei der ukrainischen Botschaft ebenfalls darum, ihm einen Raum zur Verfügung zu stellen, wo er an einem Verhör teilnehmen könnte.
Schewtschenko äußerte sich auch speziell zu seiner Fahndung: „Das ist noch ein Beweis des geleiteten und politisierten Charakters der Verfolgung“, und rief das NABU zur Sicherung der Öffentlichkeit, Transparenz und Unabhängigkeit des Verfahrens auf.
Am 19. Dezember 2022 stellten die NABU-Ermittler einen Antrag um die Verlängerung der vorgerichtlichen Ermittlung um ein weiteres Jahr.
Ein Journalist Serhij Ljamez nannte diese Verlängerung „eine politische Verfolgung von Kyrylo Schewtschenko seitens Selenskyjs Regierung und eine «Kollaboration» zwischen dem NABU und der aktuellen Regierung“. Der Grund dafür des Bloggers Meinung nach sei ein dauerhafter Konflikt zwischen Kyrylo Schewtschenko und dem Präsidialamt, der mit der Absage des damaligen Chefs der Nationalbank das Haushaltsdefizit durch die Geldemission zu finanzieren beginnen und sich nach Versuchen des Büros der Nationalbank einige Kandidaten aufzudrängen noch verschärfen sollte.
Serhij Schewtschuk, ein Redakteur der Geld-Rubrik in Forbes Ukraine, behauptet, dass Schewtschenkos Rücktritt mit dem ständigen Druck auf die NBU aus dem Präsidialamt zu tun hätte und Besorgnis unter manchen ausländischen Partnern der Ukraine wegen der bedrohten Unabhängigkeit der Nationalbank erweckte.

## Flucht nach Österreich
Bereits einem Monat vor seinem offiziellen Rücktritt floh Kyrylo Schwetschenko im September 2022 nach Österreich und stellte einen Asylantrag. Die Ukraine stellte zwar einen Antrag auf Auslieferung wegen der vorgeworfenen Veruntreuung von 5 Millionen Euro. Die österreichischen Gerichte lehnten den Auslieferungsantrag ab, weil schon aufgrund des Kriegszustands der Ukraine kein faires Verfahren möglich sei.